# Eating Out
Eating Out là một bộ phim hài Mỹ được viết và đạo diễn bởi Q. Allan Brocka và đóng vai chính Rebekah Kochan, Ryan Carnes, Jim Verraros, Scott Lunsford, và Emily Stiles.

## Nội dung
Sau khi bị bạn gái Tiffani von der Sloot (Rebekah Kochan) bỏ rơi, sinh viên Đại học Arizona Caleb Peterson (Scott Lunsford) tuyên dương với bạn cùng phòng Kyle (Jim Verraros), người lưu ý rằng trong khi anh ta gặp khó khăn trong việc có được những người đàn ông anh ta muốn, anh ta có thể có được bất kỳ người phụ nữ nào vì anh ta là người đồng tính. Sau đó tại một bữa tiệc, Gwen Anderson (Emily Stiles) đã bỏ rơi bạn trai của mình sau khi anh ta đến với cô. Caleb nhìn thấy cô và trở nên say mê và gặp Marc Everhard (Ryan Carnes), người mà Kyle say mê. Marc, trong khi đó, nhìn thấy Caleb và ngay lập tức bị thu hút. Kyle nghĩ ra một kế hoạch điên rồ. Anh ta nói với Gwen rằng Caleb là người đồng tính nên cô sẽ hẹn anh ta với Marc. Kyle cho rằng Caleb có thể sử dụng Marc để đến Gwen, trong khi Kyle sử dụng Caleb để đến Marc. Ngoài ra, Tiffani sống bên cạnh Gwen và Marc nên việc gặp Caleb hẹn hò với Marc sẽ khiến cô phát điên.
Caleb và Marc đi hẹn hò sau đó quay lại chỗ của Marc để xem phim. Marc cố gắng đưa các động thái lên Caleb, người không phản hồi. Đột nhiên, Gwen, người bị mắc kẹt tại nhà của một người bạn và buồn chán, gọi. Cô nói chuyện với Caleb, thư giãn và quyến rũ anh bằng lời nói trong khi Marc tận dụng lợi thế bằng cách thực hiện sex bằng miệng trên anh. Gwen cúp máy để về nhà và Marc thủ dâm bên cạnh Caleb. Caleb, cảm thấy bối rối và không an toàn, lá. Anh ta đi ngang qua Gwen trên đường về nhà và cô lại quyến rũ anh ta lần này. Họ có quan hệ tình dục trong mui trần của mình. Caleb về nhà và đi ngủ.
Sáng hôm sau, Marc gọi cho Caleb và để lại lời nhắn. Kyle tình cờ nghe được và nhận ra rằng Marc và Caleb đã quan hệ tình dục. Khi Kyle xông vào phòng, Marc gọi lại. Sau cuộc gọi, Caleb đến gặp Kyle và nói với anh ta rằng anh ta đã mời Gwen và Marc đi ăn tối để dọn dẹp mọi thứ. Caleb cũng nói với Kyle rằng anh ta biết Kyle có tình cảm với anh ta và rằng, nếu Caleb hoàn toàn đồng tính, anh ta sẽ ở bên Kyle. Gwen và Marc đến ăn tối và Caleb rất bối rối khi thấy Kyle cũng đã mời gia đình của Caleb. Kyle thuyết phục Gwen "giả vờ" là ngày của Caleb và Marc "giả vờ" là của anh ta. Bữa tối sẽ diễn ra tốt đẹp, nếu có chút lúng túng, cho đến khi Tiffani không thể giải thích được bữa tiệc. Gwen tự mình đưa nó đến out Caleb cho cha mẹ (Murph Michaels và Mattie van der Voort). Cha mẹ anh ấy nhận nó khá tốt và mọi người kết thúc trong một cái ôm kỳ quái.
Sau khi gia đình của Caleb và Tiffani rời đi, Gwen bằng lời nói tấn công Kyle, nghĩ rằng anh ta đang cố gắng đánh cắp Marc khỏi Caleb. Cô nói rõ rằng "một người như Marc" sẽ không bao giờ đi chơi với "một người như anh ta". Caleb thuyết phục Marc nói chuyện với Kyle và Gwen tìm ra toàn bộ kế hoạch, điều mà cô nghĩ là điều ngọt ngào nhất mà bất cứ ai từng làm cho cô trong thời gian dài mà Caleb đã ngủ với cô. Marc đến nói chuyện với Kyle và nói với Kyle rằng anh ta đã ở bên anh ta suốt, đã giả vờ không quan tâm suốt thời gian này. Cuối cùng họ hôn nhau.
Trong một cảnh hậu tín dụng, Marc và Kyle không mặc áo, xuất hiện trên giường; nó được ngụ ý rằng họ sắp có quan hệ tình dục.

## Diễn viên
- Rebekah Kochan vai Tiffani von der Sloot
- Ryan Carnes vai Marc Everhard
- Jim Verraros vai Kyle
- Scott Lunsford vai Caleb Peterson
- Emily Stiles vai Gwen Anderson
- Natalie Burge vai Milkshake Marcy
- Billy Shepard vai Joey
- John Janezic vai Richard
- Stafford "Doc" Williamson vai Professor Winston James
- Jillian Nusbaum vai Jamie Peterson
- Murph Michaels vai Frank Peterson
- Martie van der Voort vai Susan Peterson

## Tiếp tân quan trọng
Nhà tổng hợp đánh giá Rotten Tomatoes báo cáo rằng 16% các nhà phê bình chuyên nghiệp đã cho bộ phim một đánh giá tích cực, với sự đồng thuận của trang web nêu rõ "Các diễn viên kể lại những câu thoại dí dỏm không hài hước, và cốt truyện vụng về có quá nhiều yếu tố."

## Giải thưởng
- Breckenridge Festival of Film 2004 Best of the Best LGBT Film
- Dallas OUT TAKES 2004 Audience Award
- Phoenix Out Far! Lesbian and Gay Film Festival 2004 Audience Award Best Feature Film
- Rhode Island International Film Festival 2004 Best Feature
- San Diego Film Festival 2004 Audience Award Best Feature
- San Francisco International Lesbian & Gay Film Festival 2004 Best First Feature

## Phần tiếp theo
Eating Out đã sinh ra bốn phần tiếp theo cho đến nay. Sloppy Seconds được phát hành năm 2006 với Brett Chukerman thay thế Ryan Carnes vai Marc. All You Can Eat được phát hành vào năm 2009. Drama Camp và The Open Weekend được phát hành vào năm 2011.